# Schulbus 13
Schulbus 13 ist eine deutsche Jugendserie, die 1978 im ZDF ausgestrahlt wurde. Sie beschreibt die Lebenssituation von Jugendlichen im Landkreis Trier-Saarburg, die täglich mit einem Bus zur Schule nach Trier pendeln.

## Konzept
Die Serie handelt von den Sorgen und Problemen von Jugendlichen in einer ländlichen Gegend. Sie kennen sich durch die gemeinsame Fahrt mit dem „Schulbus 13“. Gegenstand der Handlung sind Schulprobleme, der Stadt-Land-Gegensatz, die Mitarbeit im elterlichen Betrieb, Mutterschaft Minderjähriger, drohende Arbeitslosigkeit, Verfolgung im Dritten Reich, häusliche Gewalt, Scheidung der Eltern und das Engagement für benachteiligte Gruppen.

## Besetzung
| Schauspieler      | Rollenname  |
| ----------------- | ----------- |
| Giovanni Simon    | Jupp        |
| Christian Garnier | Bernd       |
| Maria Classen     | Caroline    |
| Jutta Pilgram     | Birgit      |
| Sandra Varga      | Angelika    |
| Ina Paul          | Sylvia      |
| Rainer Becker     | Paul        |
| Agnes Köhnen      | Lisa        |
| Holger Hecklau    | Frank       |
| Detlef Feiden     | Michael     |
| Herbert Schäfer   | Busfahrer   |
| Klaus Götte       | Lehrer      |
| Walter Ullrich    | Jupps Vater |
| Robert Schmitz    | Rainer      |

## Episodenliste
Gedreht wurden 13 Folgen von 30 Minuten Länge. Regie führte Wolfgang Teichert.
| Folge | Episodentitel                  | Inhalt | Erstausstrahlung im ZDF |
| ----- | ------------------------------ | --- | ----------------------- |
| 1     | Jupp will nicht mehr           | Die Jugendlichen pendeln täglich zwischen zwei Welten, Dorf und Stadt.                                                                                          | 2. Januar 1978          |
| 2     | Birgit hat Sorgen              | Birgit erfährt, dass sie schwanger ist, Vater ist ein 17-jähriger Mitschüler. Die Mutter reagiert erstaunlich verständnisvoll.                                  | 9. Januar 1978          |
| 3     | Treffpunkt Trier               | Bernd fährt zu einem Rendezvous mit seiner luxemburgischen Freundin Caroline nach Trier, während sich Angelika, Birgit und Paul für die Dritte Welt engagieren. | 16. Januar 1978         |
| 4     | Michael räumt auf              | Michaels Eltern haben sich getrennt und er findet seine Mutter bewusstlos nach einem Selbstmordversuch.                                                         | 23. Januar 1978         |
| 5     | Wut im Bauch                   | Drei Schüler werden verdächtigt, im Schulbus 13 die Sitze aufgeschlitzt zu haben.                                                                               | 30. Januar 1978         |
| 6     | Hilfe für Jupp                 | Jupp reißt aus Angst vor dem Vater wegen eines schlechten Zeugnisses aus und wendet sich schließlich an die Schülernothilfe.                                    | 6. Februar 1978         |
| 7     | Bernd und Jupp haben eine Idee | Jupp muss den elterlichen Betrieb leiten, als sein Vater verunglückt.                                                                                           | 13. Februar 1978        |
| 8     | Jupp in voller Fahrt           | Jupp will lieber arbeiten, als zur Schule gehen. Im Dorf tratscht man über eine Schwangerschaft Birgits.                                                        | 20. Februar 1978        |
| 9     | Birgit sorgt für Aufsehen      | Birgits Schwangerschaft wird offiziell. Das Lehrerkollegium diskutiert über den Umgang mit der neuen Situation.                                                 | 27. Februar 1978        |
| 10    | Willi muss aufgeben            | Angelika besucht ihre Eltern auf dem Saar-Mosel-Kahn „Willi“. Sie bekommen keine Aufträge mehr und „Willi“ muss verschrottet werden.                            | 6. März 1978            |
| 11    | Leute aus Trier                | Sylvia bekommt Besuch von ihrer französischen Brieffreundin Jeanine, deren Familie im Dritten Reich vor den Nazis aus Trier fliehen musste.                     | 13. März 1978           |
| 12    | Lesen ist lustig               | Schüler aus Stadt und Land helfen bei der Weinlese. | 20. März 1978           |
| 13    | Birgit hat’s geschafft         | Birgit bekommt ihr Kind. Die Mitschüler kaufen einen Kinderwagen und überlegen, wie sie ihr in der Schule helfen können.                                        | 3. April 1978           |

## Trivia
Gedreht wurde mit einer Vielzahl von Statisten und Laiendarstellern, unter anderem in Wiltingen. Die Schulszenen wurden im Auguste-Viktoria-Gymnasium in Trier gedreht.